# Phaonia curvinervis
Phaonia curvinervis är en tvåvingeart som beskrevs av Malloch 1923. Phaonia curvinervis ingår i släktet Phaonia och familjen husflugor. Inga underarter finns listade i Catalogue of Life.